# Led Zeppelin Box Set, Vol. 2
Boxed Set 2 — подвійний альбом, виданий Atlantic Records 21 вересня 1993 року. Включає ту частину пісень британського рок-гурту Led Zeppelin, які не ввійшли до попереднього бокс-сету, а також трек «Baby Come on Home», який раніше не видавався. Між цим і попереднім бокс-сетами кожний трек з 10 альбомів гурту зображається разом з 2 сесіями запису для BBC, одним бонусним треком синглу та одним записом, який не ввійшов до альбомів.
Альбом супроводжується нотатками Девіда Фріка (сарший редактор журналу Rolling Stone). У чарті Billboard Pop Albums зайняв 87 сходинку. У каталогах значиться як Atlantic 7567832682.

## Список композицій

### Диск 1
1. «Good Times Bad Times» — 2:47
2. «We're Gonna Groove» — 2:40
3. «Night Flight» — 3:36
4. «That's the Way» — 5:39
5. «Baby Come On Home» — 4:30
6. «The Lemon Song» — 6:22
7. «You Shook Me» — 6:30
8. «Boogie with Stu» — 3:53
9. «Bron-Yr-Aur» — 2:06
10. «Down by the Seaside» — 5:13
11. «Out on the Tiles» — 4:08
12. «Black Mountain Side» — 2:05
13. «Moby Dick» — 4:22
14. «Sick Again» — 4:42
15. «Hot Dog» — 3:17
16. «Carouselambra» — 10:32

### Диск 2
1. «South Bound Saurez» — 4:12
2. «Walter's Walk» — 4:31
3. «Darlene» — 5:06
4. «Black Country Woman» — 4:24
5. «How Many More Times» — 8:28
6. «The Rover» — 5:37
7. «Four Sticks» — 4:46
8. «Hats Off to (Roy) Harper» — 3:42
9. «I Can't Quit You Baby» — 4:43
10. «Hots On for Nowhere» — 4:43
11. «Living Loving Maid (She's Just a Woman)» — 2:40
12. «Royal Orleans» — 2:58
13. «Bonzo's Montreux» — 4:17
14. «The Crunge» — 3:17
15. «Bring It On Home» — 4:20
16. «Tea for One» — 9:27

## Учасники запису
- Джиммі Пейдж — електрична гітара, акустична гітара, бек-вокал, продюсер
- Роберт Плант — вокал, губна гармоніка
- Джон Пол Джонс — клавішні, бас-гітара, бек-вокал
- Джон Бонам — барабани та перкусія